# Antonio Babini
Antonio Babini (Rimini, 23 luglio 1961) è un allenatore di pallavolo ed ex pallavolista italiano, di ruolo schiacciatore-laterale.

## Carriera

### Giocatore
Antonio Babini inizia la sua carriera pallavolistica nel Volley Club Cesena, club militante nella seconda divisione nazionale; nella stagione 1979-80 si trasferisce allo Zinella Volley Bologna, conquistando subito la promozione nella massima serie. In sette anni a Bologna vince la Coppa Italia 1983-84, lo scudetto 1984-85 e, in ambito europeo, la Coppa delle Coppe 1986-87. Tra il 1984 e il 1986 disputa inoltre 46 partite con la maglia della nazionale italiana. Al termine dell'esperienza a Bologna disputa una parte della stagione 1987-88 nella Virtus Fontanafredda, che però abbandona il torneo a metà campionato; nell'annata successiva passa alla Gabeca Pallavolo di Montichiari, dove vince due edizioni consecutive della Coppa delle Coppe.
Disputa poi un campionato con la Petrarca Pallavolo, società padovana con cui perde la finale di Coppa CEV, all'epoca terzo trofeo europeo per importanza, prima di fare ritorno allo Zinella Volley Bologna; chiude la sua carriera agonistica alla Pallavolo Modena, conquistando nella stagione 1994-95 lo scudetto, la Coppa Italia e la sua quarta Coppa delle Coppe personale.

### Allenatore
Nel 1997 inizia la sua esperienza come allenatore, guidando per quattro mesi il Volley Cutrofiano nella Serie A2 1997-98. In Serie B1 guida prima la Top Volley di Latina e poi la Pallavolo Brescia, dove conquista la promozione; nella stagione 2001-02 esordisce su una panchina della massima serie allenando la Pallavolo Padova. Dopo una stagione in Serie A2 con i Volley Lupi Santa Croce passa al Volley Corigliano, che porta alla promozione dalla Serie B1 alla Serie A2.
Nella stagione 2007-08 guida il Pineto Volley, ma il campionato si conclude con la retrocessione; l'anno successivo viene chiamato a metà torneo dallo Zinella Volley Bologna, mentre nell'annata successiva si accasa al Gruppo Sportivo Robur Angelo Costa. Con la società ravennate vince il campionato di Serie A2 2010-11, ottenendo la promozione nella massima serie; l'esperienza si conclude con l'esonero avvenuto due anni dopo.

## Palmarès
- Campionato italiano: 2

1984-85, 1994-95
- Coppa Italia: 2

1983-84, 1994-95
- Coppa delle Coppe: 4

1986-87, 1990-91, 1991-92, 1994-95